# Massimo Bulleri
Massimo Bulleri, né le 10 septembre 1977 à Cecina en Italie, est un joueur puis entraîneur italien de basket-ball.

## Biographie
Meneur de jeu de 188 centimètres pour près de 85 kg, il commence à jouer au basket-ball à l'âge de cinq ans en voulant suivre son grand frère. Il joue chez les jeunes au Basket Cecina, en 1990 il rejoint le Pallacanestro Livorno avec lequel il gagne des titres provinciaux et régionaux. Il joue en nationale Cadets. En 1994, il rejoint le Benetton Trévise et sa formation de jeunes.
Pendant trois années de 1996 à 1999, il continue à jouer en divisions inférieures pour finir sa formation et acquérir de l'expérience.
En 1999, il fait partie de l'effectif du Benetton Trévise et il commence à gagner des titres.
Le 22 novembre 2000, il débute en équipe nationale et il inscrit 19 points.  
Puis pour la saison 2005-2006, il joue pour l'Armani Jeans Milano. Il y reste jusqu'en 2008.
Le 3 octobre 2012, il revient au Reyer Venezia Mestre.
Le 12 juin 2013, il signe à l'Enel Brindisi. Le 10 juin 2014, il resigne à l'Enel Brindisi. Le 9 juillet 2015, il quitte l'Enel Brindisi.

### Sélection nationale
Il remporte la médaille de bronze au Championnat d'Europe de 2003, il est finaliste des Jeux olympiques de 2004.

## Club
- 1990-1994 :  Basket Livorno
- 1994-1996 :  Basket Treviso
- 1996–1997 :  Sporting Club Gira
- 1997–1998 :  Basket Mestre
- 1998 :  Basket Treviso
- 1998-1999 :  Montana Forlì
- 1999-2005 :  Basket Treviso
- 2005-2008 :  Armani Jeans Milano
- 2008 :  Virtus Bologne
- 2008-2009 :  Armani Jeans Milano
- 2009 :  Basket Treviso
- 2009-2010 :  Armani Jeans Milano
- 2010-2012 :  Basket Treviso
- 2012-2013 :  Reyer Venezia Mestre
- 2013-2015 :  New Basket Brindisi

## Palmarès

### Équipe nationale
- Jeux olympiques
  -  Médaille d'argent des Jeux olympiques de 2004
- Championnat d'Europe
  -  Médaille de bronze du Championnat d'Europe 2003

### Club
- Champion d'Italie 2002, 2003, 2004
- Coupe d'Italie 2000, 2003, 2004, 2005
- SuperCoupe d'Italie 2002, 2003
- Finaliste de l'Euroligue : 2003
- Participation au Final Four de l'Euroligue : 2002, 2003
- Coupe Saporta : 1999

### Distinctions personnelles
- MVP du championnat d'Italie : 2003, 2005
- MVP de la Coupe d'Italie : 2005